# The Operator
The Operator est un jeu vidéo indépendant français de réflexion développé et édité par Bureau 81 et paru le 22 juillet 2024.
Le joueur incarne un enquêteur posté derrière un ordinateur et chargé de venir en aide à des agents de terrain. Dès son premier jour dans ce nouvel emploi, il est confronté à une conspiration menée par un hackeur mystérieux.
The Operator reçoit dans l'ensemble des critiques positives. Il est également nommé dans trois catégories à la cérémonie des Pégases 2025 où il remporte celui de l'excellence narrative.

## Trame
Au début des années 1990, le joueur incarne un enquêteur nommé Evan Tanner, dont c'est le premier jour de travail au sein du Bureau fédéral des renseignements (« Federal Department of Intelligence »). Chargé de répondre aux requêtes de plusieurs agents de terrain, il voit son ordinateur être hacké par un mystérieux criminel nommé HAL. 

## Système de jeu
L'intégralité de l'action se déroule sur l'écran d'ordinateur du protagoniste, et consiste à éplucher des fichiers, examiner des indices, et résoudre des énigmes de logique. Des outils à la disposition du joueur permettent de figer des enregistrements vidéo et d'agrandir l'image pour obtenir des indices tels que de numéros de plaques minéralogiques ou les traits du visage d'un suspect. Quelques brèves séquences montrent qu'Evan est rentré chez lui nourrir son chat, ou bien se déplace au sein du bâtiment.
L'intrigue se conclut après quelques heures de jeu, entre trois et cinq selon les critiques.

## Développement
The Operator est l'œuvre d'un seul développeur, Bastien Giafferi, qui avait notamment travaillé comme programmeur chez DigixArt sur Road 96 avant de se consacrer à une carrière en solo. Il dit avoir été initialement inspiré par la série télévisée X-Files : Aux frontières du réel, qu'il visionne en s'interrogeant sur les agents cachés en coulisses, qui n'apparaissent pas à l'écran mais dont le travail de recherche est crucial pour les héros. Il s'inspire également de Parasite Eve II pour l'ambiance, et de Her Story et Telling Lies pour la narration.
En Chine, le jeu est édité par la structure Indienova, qui se charge notamment de la localisation et de la promotion.

## Accueil
Après avoir bénéficié d'une mise en avant lors de l'émission Future Game Show, le jeu sort le 22 juillet 2024. The Operator reçoit des critiques plutôt positives. Polygon apprécie les mécaniques de jeu, mais regrette la quantité de dialogues et l'écriture des personnages secondaires ; pour Destructoid, le jeu est engageant sur le moment, mais des défauts deviennent apparents à tête reposée, tels que des inconsistances dans le scénario ou des mécaniques de jeu peu complexes. Selon The Gamer, ces inconsistances dans le comportement des personnages ou le type d'énigmes à résoudre brisent l'immersion, mais n'empêchent pas d'apprécier l'ensemble du jeu, qui d'après le critique bénéficie d'un concept novateur et bien exécuté.

## Distinctions
Il reçoit trois nominations à la cérémonie des Pégases 2025 : meilleur jeu vidéo indépendant, meilleur premier jeu et excellence narrative. Lors de cet événement, il remporte finalement le prix d'excellence narrative.